# Nygmet Nourmakov
Nygmet Nourmakovitch Nourmakov (en russe : Ныгмет Нурмакович Нурмаков), né le 25 avril 1895 dans le district de Karkaraly et mort le 25 septembre 1937 à Moscou, est un homme d'État soviétique, Premier ministre du Kazakhstan d'octobre 1924 à février 1925.